# Bourbon County Brand Stout

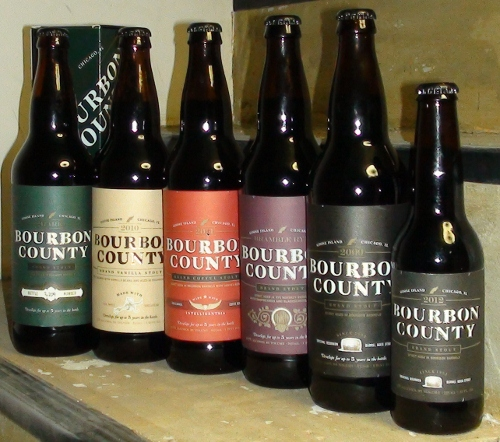
Vlnr: Rare Bourbon County, Bourbon County Vanilla, Bourbon County Coffee, Bramble Rye Bourbon County, Bourbon County (2009, 650 ml), Bourbon County (2012, 355 ml)

Bourbon County Brand Stout (vaak afgekort tot BCBS) is een reeks Amerikaanse bieren, van het type imperial stout. Ze worden geproduceerd door brouwerij Goose Island in Chicago, Illinois.
De bieren worden geproduceerd door een basisbier, dat niet apart werd uitgebracht, te rijpen op bourbonvaten en - afhankelijk van de variant - eventuele extra ingrediënten toe te voegen tijdens het brouwproces.

## Productie
De originele Bourbon County Brand Stout (oorspronkelijk Bourbon County Stout) wordt al sinds 2005 geproduceerd, ter ere van de 1000ste lading bier die werd gebrouwen in het originele brouwcafé in Clybourn, Chicago. In 2009 werd het bier herdoopt tot Bourbon County Brand Stout en kreeg het een nieuw etiket, dat tot op vandaag wordt gebruikt. Toen Goose Island in 2011 werd overgenomen door AB InBev werd de productie van de Brand Stout meer dan verdubbeld voor de editie van 2012.

## Varianten
Er zijn vele extra varianten verschenen op de Bourbon County Brand Stout. Sommigen worden niet meer gemaakt.
| Naam                                           | Alcohol | Info |
| ---------------------------------------------- | ------- | --- |
| Bourbon County Brand Stout                     | 11-15%  | Het basisbier, gerijpt op Heaven Hill bourbonvaten. Verschijnt sinds 2005. Alcoholpercentage verschilt per jaartal. |
| Bourbon County Brand Vanilla Stout 2010        | 13%     | Het basisbier, gekruid met verse vanillestokjes. Eenmalig uitgebracht in 2010. |
| Bourbon County Brand Vanilla Stout 2018        | 14,9%   | Met hele vanillestokjes uit Madagaskar. |
| Rare Bourbon County Brand Stout 2010           | 13%     | 2 jaar gerijpt op 23 jaar oude Pappy Van Winkle bourbonvaten. Eenmalig uitgebracht in 2010, genummerd op 10.000 flessen. |
| Rare Bourbon County Brand Stout 2015           | 14,8%   | 2 jaar gerijpt op meer dan 35 jaar oude Heaven Hill bourbonvaten. Eenmalig uitgebracht in 2015. |
| Bramble Rye Bourbon County Brand Stout         | 12,8%   | Gerijpt op rye whiskeyvaten met toevoeging van frambozen en braambessen. Uitgebracht in 2011. |
| Bourbon County Brand Bramble Rye Stout         | 12,7%   | Gerijpt op rye whiskeyvaten met toevoeging van frambozen en braambessen. Editie 2018. |
| Cherry Rye Bourbon County Brand Stout          | 13,7%   | Gerijpt op rye whiskeyvaten met toevoeging van kersen. |
| Bourbon County Brand Coffee Stout              | 13%     | Met toevoeging van Intelligentsia-koffiebonen. |
| Bourbon County Brand Proprietors               | 13-15%  | Speciale variant op het origineel, elk jaar een andere variant: 2020 - Met pistachenoten, cacaobonen, gesuikerde amarena-kersen en vanille 2019 - Gerijpt op geroosterde pecannoten, kokos, cacao en vanille 2018 - Gerijpt op donkere chocolade en 2 soorten cacaobonen 2017 - Gerijpt op rye whiskeyvaten met bananen, geroosterde amandelen en cassia 2016 - Gerijpt op rye whiskeyvaten met esdoornsiroop, chipotle en cacaobonen 2015 - Esdoornsiroop gerijpt op bourbonvaten, geroosterde pecannoten en Guajillo-pepers 2014 - Gerijpt op rye whiskeyvaten met cassia, cacao nibs, oersuiker en kokosnootwater 2013 - Gerijpt op rye whiskeyvaten met geroosterde kokosnoot |
| Bourbon County Brand Stout Reserve 2017        | 14,8%   | 1 jaar gerijpt op 11 jaar oude Knob Creek vaten. |
| Bourbon County Brand Stout Reserve 2018        | 15,2%   | 1 jaar gerijpt op 12 jaar oude "Elijah Craig Barrel Proof" vaten. |
| 2 Year Reserve Bourbon County Brand Stout 2019 | 14,9    | 2 jaar gerijpt op 11 jaar oude 25th Anniversary Knob Creek vaten. |
| Bourbon County Brand Stout Midnight Orange     | 15,2%   | Gerijpt op sinaasappelschil en chocolade. |
| Bourbon County Brand Regal Rye Stout           | 13,5%   | Gerijpt op rye whiskeyvaten met bramen, Luxardokersen, verse zure kersen en zeezout. |
| Bourbon County Vanilla Rye                     | 13,8%   | Gerijpt op rye whiskeyvaten met vanillestokjes uit Mexico en Madagaskar. Eenmalig uitgebracht in 2014. |
| Backyard Rye BCS                               | 12,7%   | Gerijpt op rye whiskeyvaten met moerbei, braam en boysenbes. |
| Reserve Rye Bourbon County Brand Stout 2019    | 14,5%   | Gerijpt op Rittenhouse Rye vaten. |
| Bourbon County Brand Café de Olla Stout        | 13,5%   | Gerijpt op koude koffie, koffiebonen, cassia, sinaasappelschil en oersuiker. |
| Bourbon County Brand Mon Chéri Stout           | 14,1%   | Gerijpt op Balaton en Montmorency kersen met bruine suiker. |
| Bourbon County Brand Double Barrel Stout       | 18,1%   | 1 jaar gerijpt op 11 jaar oude Elijah Craig vaten, daarna 1 jaar gerijpt op 12 jaar oude Elijah Craig vaten. |
| Bourbon County Kentucky Fog Stout              |         | Met Earl grey thee, zwarte thee en klaverhoning |
| Bourbon County Special #4 Stout                |         | Het basisbier, maar dan gemaakt met havermout. Gerijpt op bourbon vaten. Na het rijpen is er "Metad Buku" koffie en op bourbon vaten gerijpte esdoornsiroop toegevoegd. |
| Bourbon County Caramella Ale                   |         | Wheat wine gerijpt op Larceny Wheated bourbon vaten, na het rijpen zijn er appels, kaneel en karamel toegevoegd. |
| Birthday Bourbon County Stout                  |         | Gerijpt op 11 jaar oude vaten van Old Forester. |
| Anniversary Bourbon County Stout               |         | 2 jaar gerijpt op 12 jaar oude vaten van W. L. Weller. |

Naast stouts wordt er ook een Wheat Wine uitgebracht onder de Bourbon County naam, ook gerijpt op bourbon vaten.
| Naam                                | Alcohol | Info                                      |
| ----------------------------------- | ------- | ----------------------------------------- |
| Bourbon County Brand Wheatwine 2018 | 15,4%   | Gerijpt op +4 jaar oude Heaven Hill vaten |
| Bourbon County Brand Wheatwine 2019 | 15,4%   | Gerijpt op Lacerny Wheated bourbon vaten  |

In januari 2012 werd een variant met de werktitel Wheat Whiskey Bourbon County Stout aangekondigd. Deze wordt niet langer vermeld op de website van de brouwer, hoewel het nooit officieel werd geannuleerd.

## Varianten op basisbier
Hoewel het basisbier nooit apart is uitgebracht, verschenen er wel twee andere bieren die erop gebaseerd zijn. Beide bieren waren uit roulatie, maar werden opnieuw uitgebracht in 2012.
| Naam          | Alcohol | Info                                                                                           |
| ------------- | ------- | ---------------------------------------------------------------------------------------------- |
| Night Stalker | 11,7%   | Het basisbier, "dry-hopped" met Mt. Hood en Simcoe-hoppen. Voor het eerst uitgebracht in 2009. |
| Big John      | 11,5%   | Het basisbier, gerijpt op cacaobonen. Voor het eerst uitgebracht in 2010.                      |

## Populariteit
De stouts in deze reeks zijn zeer begeerd bij bierliefhebbers. De jaarlijkse Ratebeer Top 50 behelsde in 2012 drie bieren uit de reeks (standaard, Coffee en Vanilla). Rare Bourbon County Stout, die niet langer in de lijst wordt opgenomen wegens gelimiteerd en officieel uit roulatie, behaalt als enige in de reeks een perfecte score op de site, zowel algemeen als stijlspecifiek. In de Top 50-lijst met bieren die inmiddels uit roulatie zijn, verovert Rare een tweede plaats, net onder de Närke Stormaktsporter.

## Barleywine
In oktober 2012 toonde Goose Island een foto op hun Twitteraccount, met het bijschrift dat bourbonvaten gevuld werden met een barleywine (gerstewijn). De vaten op de foto zijn afkomstig van de Heaven Hill-distilleerderij, dezelfde als die van de originele Bourbon County Brand Stout. Op 21 januari 2013 raakte bekend dat dit bier ook zal gerekend worden tot de Bourbon County-reeks, hoewel het geen stout is. De brouwer kreeg de toelating om het bier af te vullen op flesjes van 12 ounces (355 ml).

## Fotogalerij

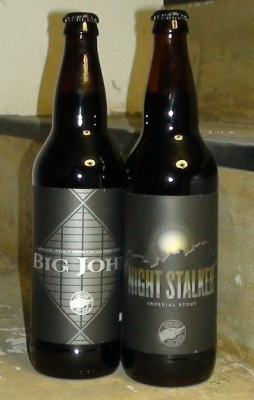
Big John en Night Stalker